# Another Page
Another Page is het tweede studioalbum van de Amerikaanse softrockartiest Christopher Cross, uitgebracht op 31 januari 1983 door Warner Bros.
De verkoopcijfers van Another Page deden het redelijk goed, met name de singles Think of Laura, die plaats 9 bereikte op de Billboard Top 100 behaalde, en All Right, dat een twaalfde plaats bereikte. Vergeleken met Cross' debuutalbum Christopher Cross was dit echter een commerciële tegenvaller: in de Verenigde Staten behaalde de voorganger vijfmaal platina, en de singles Ride Like the Wind en Sailing waren uiterst succesvol.
Verschillende grote namen uit de muziekwereld hebben hun medewerking aan het album verleend, waaronder Don Henley, Art Garfunkel en Michael McDonald. Op latere uitgaven van het album is als bonustrack Arthur's Theme (Best That You Can Do) toegevoegd. Dat lied is het themanummer van de film Arthur, is geschreven door Cross, Burt Bacharach, Carole Bayer Sager en Peter Allen, en is bekroond met de Academy Award voor Beste Originele Nummer.

## Albumhoes
Op vele albumhoezen van Cross staat een flamingo afgebeeld. De hoes van Another Page, ontworpen door Louise Scott, stelt flamingo Flossy voor waarbij Flossy's erg prominent in beeld wordt gebracht. 

## Nummers
Alle nummers zijn geschreven door Christopher Cross, behalve Deal 'Em Again, dat geschreven is door Cross en Michael Maben.
| #   | Titel                           | Solist                         | Gastzang                   | Lengte |
| --- | ------------------------------- | ------------------------------ | -------------------------- | ------ |
| 1.  | "No Time For Talk"              | Tom Scott (saxsolo)            | Michael McDonald           | 4:22   |
| 2.  | "Baby Says No"                  |                                | Carl Wilson                | 6:04   |
| 3.  | "What Am I Supposed to Believe" | Ernie Watts (saxsolo)          | Karla Bonoff (duet)        | 4:22   |
| 4.  | "Deal 'Em Again"                | Jay Graydon (gitaarsolo)       | Don Henley en J.D. Souther | 3:10   |
| 5.  | "Think of Laura"                |                                |                            | 3:22   |
| 6.  | "All Right"                     | Steve Lukather (gitaarsolo)    | Michael McDonald           | 4:18   |
| 7.  | "Talking In My Sleep"           |                                | Art Garfunkel              | 3:34   |
| 8.  | "Nature of the Game"            |                                | Don Henley en J.D. Souther | 3:55   |
| 9.  | "Long World"                    |                                |                            | 3:32   |
| 10. | "Words of Wisdom"               | Christopher Cross (gitaarsolo) |                            | 5:52   |

## Muzikanten
- Christopher Cross: zang, gitaar, gitaarsolo (10), arrangementen
- Karla Bonoff: zang (3)
- Don Henley - achtergrondzang (4 en 8)
- Art Garfunkel - achtergrondzang (7)
- Michael McDonald - achtergrondang (1 en 6)
- J.D. Souther - achtergrondzang (4 en 8)
- Carl Wilson - achtergrondzang (2)
- Jay Graydon - gitaarsolo (4)
- Steve Lukather - gitaar, gitaarsolo (6)
- Abraham Laboriel - basgitaar
- Mike Porcaro - basgitaar
- Andy Salmon - basgitaar
- Steve Gadd - drums
- Jeff Porcaro - drums
- Tommy Taylor - drums
- Tom Scott - saxofoon (1)
- Ernie Watts - saxofoon (3)
- Assa Drori - concertmeester
- Paulinho Da Costa - percussie
- Lenny Castro - percussie
- Rob Meurer - keyboards, synthesizerprogrammatie, synthesizers, percussie, arrangementen
- Michael Omartian - keyboards, synthesizer, percussie, arrangementen, strijkersarrangementen, dirigent